# COVID-19-testning
 Denne artikel bør gennemlæses af en person med fagkendskab for at sikre den faglige korrekthed.
     − bl.a. danske fagudtryk − Desuden kan visse talstørrelser være forældede siden marts/april 2020

COVID-19-testning kan identificere SARS-CoV-2-virussen og inkluderer metoder, der både påviser tilstedeværelsen af selve virussen (RT-PCR) og metoder, der påviser antistoffer dannet som reaktion på infektion.
Påvisning af antistoffer (jf. serologi, vedr. serum) kan bruges både til diagnose og til populationsovervågning. Antistofprøver viser, hvor mange mennesker der har haft sygdommen, inklusive dem, hvis symptomer var mindre eller som var asymptomatiske. En nøjagtig dødelighed af sygdommen og niveauet for flokimmunitet i befolkningen kan bestemmes ud fra resultaterne af denne test. Varigheden og effektiviteten af dette immunrespons er imidlertid stadig uklar.
På grund af begrænset testning havde ingen lande i marts 2020 pålidelige data om forekomsten af virussen i deres befolkning. Per 23. april havde de lande, der offentliggjorde deres testdata, i gennemsnit udført et antal test, der kun svarer til 1,3% af deres befolkning, og intet land havde testet prøver svarende til mere end 13,4% af befolkningen. Der er forskelle i antallet af test, der er udført i de enkelte lande, og denne forskel vil sandsynligvis også påvirke den rapporterede dødelighed, letalitet, 'case fatality rate' '), som sandsynligvis er blevet overvurderet i mange lande på grund af bias ved udtagning af stikprøver.

## Galleri
| - Prøvetagning fra næsehule og svælg - Prøvetagning fra næsehulen ('nasopharynx') - Nasapharyngeal prøvetagning med vatpind - Svælgpodning med vatpind |

| - CT-skanning - Typisk CT-skanning - Hurtigt fremadskridende udviklingstrin ('rapid progression stage') |

| - Testkit, stander og opformeringsapparat - Testkit fra CDC til SARS-CoV-2. - Point-of-care-testkit ('POCT') for antistofferne IgM og IgG - Stander i Kerala, Indien - Apparat til genopformering, PCR ('polymerase chain reaction') |